# 아지즈 야야
아지즈 야야(아랍어 زيز جهجه) (Aziz Jahjah)는 벨기에-모로코의 킥복싱 선수다. 1980년 4월 25일생으로, 국적인 모로코에서 태어났다.

## 생애

### 이름
- 아지즈 야야(일본어: アジス ヤヤ)이다.

### 입식 타격 전적
- 1전 0승 1패(0 KO)

| 경기일자       | 상대          | 결과 | 내용           | 대회                       |
| -------------- | ------------- | ---- | -------------- | -------------------------- |
| 2008년 8월 9일 | 폴 슬로윈스키 | 패   | 3R 1분 54초 KO | K-1 월드 GP 2008 in Hawaii |

### 정보
주 베이스는 킥복싱이다. 그의 소속팀은 골든 글로짐 또는 팀 레벨로, 최근 2008 하와이GP에서 폴 슬로윈스키와 대전을 하여 그러나 폴 슬로윈스키를 맞아 화끈한 명승부를 만들어 재밌는 경기를 성사했지만 결국 패하게 된다.